# Duško Ajder
Dušan "Duško" Ajder (né le 6 décembre 1958 à Belgrade) est un footballeur serbe retraité qui a joué pour l'Étoile rouge de Belgrade et FK Rad Belgrade en Yougoslavie, Ankaragücü en Turquie et Leça Futebol Clube an Portugal.